# ТЕС Чилегон
5°55′50″ пд. ш. 106°6′20″ сх. д. / 5.93056° пд. ш. 106.10556° сх. д.
ТЕС Чилегон – теплова електростанція на заході індонезійського острова Ява. 
В 2006 – 2077 роках на майданчику станції став до ладу парогазовий блок комбінованого циклу потужністю 740 МВт, у якому дві газові турбіни потужністю по 240 МВт живлять через відповідну кількість котлів-утилізаторів одну парову турбіну з показником 260 МВт. 
Станцію спорудили з розрахунку на використання природного газу, який надходить з офшорних родовищ по газопроводу Пабелокан – Чилегон. Крім того, вона отримує частину ресурсу з системи Південна Суматра – Західна Ява, одна з ниток якої проходить через Чилегон. Добове споживання становить біля 3,1 млн м3.
Для охолодження використовують морську воду.
Видача продукції відбувається по ЛЕП, розрахованій на роботу під напругою 150 кВ.